# Culicoides adamskii
Culicoides adamskii är en tvåvingeart som beskrevs av Wirth 1990. Culicoides adamskii ingår i släktet Culicoides och familjen svidknott.
Artens utbredningsområde är Aldabra. Inga underarter finns listade i Catalogue of Life.